# Jin-Roh - Uomini e lupi
Jin-Roh - Uomini e lupi  (人狼?, Jinrō, lett. "Uomo-lupo") è un film d'animazione del 1999 diretto da Hiroyuki Okiura.
Basato sul primo capitolo del primo volume del manga Kerberos Panzer Cop di Mamoru Oshii, è il terzo film (ma primo in termini cronologici) della cosiddetta Kerberos saga, dopo The Red Spectacles e StrayDog: Kerberos Panzer Cops, ed è l'unico lungometraggio d'animazione della trilogia.

## Trama
Al termine della Seconda guerra mondiale, il Giappone è impegnato in un rilancio economico guidato dal nuovo governo autoritario. Il disagio sociale ha tuttavia fatto sorgere gruppi sovversivi che si scontrano con i piani governativi. Per contrastare i ribelli, accanto alle forze di polizia e dell'esercito viene istituita la DIME, un'unità speciale autonoma equipaggiata con armamenti pesanti e armature potenziate soprannominata Kerberos per via del loro simbolo, divenuta ben presto l'unico guardiano dell'ordine pubblico. Dopo l'iniziale dura repressione portata avanti dall'unità, l'opinione pubblica e alcuni apparati di governo non appoggiano più questa élite e si inizia a considerare il suo scioglimento.
Nella Tokyo alternativa degli anni '50, la risposta delle forze di polizia ad una manifestazione sfociata in rivolta fa scoppiare una guerriglia urbana. Attraverso i condotti fognari, alcuni membri della Setta, il più importante gruppo sovversivo ancora rimasto, consegnano delle bombe Molotov e dei pacchi bomba ai ribelli, aiutati da Nanami Agawa, una giovane "Cappuccetto Rosso" (corriere delle cellule terroristiche). Quando diversi agenti antisommossa vengono colpiti da una grossa esplosione, la polizia ordina lo schieramento dei Kerberos per neutralizzare la cellula della Setta. Dopo che il reparto ha annientato il gruppo di ribelli, la recluta Kazuki Fuse ferma Nanami mentre questa sta cercando di fuggire, ma resta immobile quando gli viene dato l'ordine di spararle. La cappuccetto rosso sfrutta l'attimo di stallo per far detonare la bomba che portava con sé, sacrificandosi per causare un'enorme esplosione che, causando un blackout, fa perdere il controllo della situazione alla polizia sulle strade. L'incidente mina la reputazione della DIME che prontamente identifica in Fuse il capro espiatorio, sanzionandolo per la sua inazione e condannandolo a rifare l'addestramento sotto l'istruttore Hachirō Tōbe.
Pieno di rimorsi e su informazione di un amico, Fuse visita la tomba di Nanami e lì incontra Kei Amemiya, una ragazza che lo informa di essere la sorella maggiore della defunta e che non lo ritiene responsabile della sua morte. I due rapidamente sviluppano uno stretto legame tra loro. Tuttavia, Kei si rivela non essere parente di Nanami, bensì anch'essa una ex Cappuccetto Rosso costretta ad un doppio gioco da parte della Pubblica Sicurezza con l'intento di dissolvere i Kerberos e fonderli con le forze di polizia, in modo da assoggettare la loro forza in ottica di spionaggio. La ragazza viene usata per intrappolare Fuse in un museo con l'obiettivo di discreditare la DIME, ma il Kerberos riesce ad evadere e fugge con Kei; scampato il pericolo, quest'ultima, oramai innamorata, rivela il proprio ruolo e propone di scappare lontano assieme, ma Fuse insiste nel rimanere.
I due si rifugiano negli stessi condotti fognari della rivolta iniziale, dove incontrano i membri della Brigata dei Lupi ("Jin-Roh" del titolo originale), un gruppo segreto di controspionaggio guidato dall'istruttore di Fuse che protegge i Kerberos dalle mire delle altre forze governative. Questi forniscono a Fuse una corazza protettiva e un mitragliatore, rivelando di conoscere il ruolo di Kei e di considerarla la prova vivente della cospirazione contro i Kerberos. Guidate da un dispositivo nascosto nella borsa della ragazza, nel frattempo giungono le forze speciali della Pubblica Sicurezza ma trovano ad aspettarle Fuse pienamente armato in assetto Kerberos, il quale li massacra tutti.
Questi si riunisce con Kei e i Jin-Roh in una discarica, ma resta presto sconvolto quando gli viene ordinato di uccidere anche Kei per assicurarsi che non finisca nelle mani della Pubblica Sicurezza. La ragazza abbraccia Fuse e recita il dialogo finale della fiaba di Cappuccetto Rosso, descrivendo l'aspetto grottesco del lupo cattivo travestito da proprio caro. Sgomento dall'ordine ricevuto, Fuse ha una crisi ma finisce con lo sparare e uccide Kei. Non lontano dalla scena, l'istruttore Tōbe osservando il tutto paragona il destino della ragazza con la triste fine di Cappuccetto Rosso e il trionfo del lupo cattivo.

## Produzione
Jin-Roh doveva essere, nei progetti originali di Oshii, il capitolo conclusivo della trilogia Kerberos, ma la sua produzione non fu possibile fino al 1994, quando il regista stava lavorando a Ghost in the Shell. Inizialmente concepito come un OAV in sei episodi tratti dai sei volumi del manga originale, il progetto venne trasformato dalla Bandai Visual in lungometraggio dopo l'enorme successo del precedente lavoro del regista. Non essendo l'autore in grado di realizzarlo da solo, la casa di produzione suggerì quindi di affidare la regia ad un suo fidato e giovane collaboratore, Hiroyuki Okiura. Già al lavoro con Oshii per Ghost in the Shell e Patlabor 2 the Movie come capo animatore e character designer, Okiura nei piani iniziali avrebbe dovuto dirigere solo il terzo episodio e per lui Jin-Roh segnò il debutto alla regia.
In seguito al coinvolgimento di Okiura, Oshii volle che gli fosse affidata almeno la stesura della sceneggiatura del film. Il processo di scrittura fu molto frustrante e l'autore realizzò ben presto che il risultato finale sarebbe stato molto diverso rispetto a quanto aveva inizialmente in testa. La mancanza di controllo creativo durante il processo di realizzazione lo spinse ad allontanarsi dalla fase di animazione, aspettando direttamente la conclusione del prodotto finale.
La regia di Okiura puntò tutto sulla animazione tradizionale, perciò il film venne quasi completamente disegnato a mano ed è considerato da alcuni l'ultimo capolavoro "analogico" dell'animazione giapponese per il ridotto utilizzo di interventi di computer grafica.

### Jin-Rohall'interno dellaKerberos saga
La Kerberos saga iniziò ufficialmente nel 1987, con un il radiodramma Aspettando gli occhiali rossi, nel quale apparvero per la prima volta i Kerberos e i "Cappuccetti rossi", seguito dal film in bianco e nero Akai Megane ("Gli occhiali rossi"). Da allora la saga è stata adattata e sviluppata in vari media, come serie manga, film dal vivo, film d'animazione e, più recentemente, con un romanzo ad episodi derivati in forma animata e di cortometraggio.
Sebbene Jin-Roh sia il terzo episodio della trilogia di lungometraggi, la sua sceneggiatura lo rende in effetti il primo dal punto di vista temporale, in quanto racconta gli eventi precedenti alla "rivolta Kerberos", che si pone invece all'inizio degli altri due lungometraggi. I personaggi ricorrenti sono Bunmei Muroto di The Red Spectacles più altri tre personaggi apparsi nella serializzazione manga Kerberos Panzer Cops, Isao Aniya, Tatsumi Shiro e Hajime Handa.
La direzione artistica si discosta parzialmente da quella del manga (ad esempio nella rappresentazione dei tratti dei personaggi animati e nelle uniformi, che sono state germanizzate per renderle compatibili con il resto dell'armamentario tedesco), mentre i veicoli e le armi sono rimasti uguali.
Il personaggio principale di Jin-Roh, Fuse, è ispirato all'Inui di StrayDog: Kerberos Panzer Cops, secondo lungometraggio della saga, il quale a sua volta era ispirato al Toru Inui che appare nel primo volume del manga Kerberos Panzer Cops. Ad ulteriore conferma della relazione tra i due personaggi, il doppiatore originale di Fuse è Yoshikatsu Fujiki, il quale è anche l'interprete di Inui in StrayDog, oltre alla somiglianza tra le tragiche scene finali di entrambe le opere.

### Ambientazione e temi
La storia è ambientata in Giappone, negli anni sessanta di un universo storico alternativo dove la Germania ha vinto la seconda guerra mondiale occupando il Giappone dopo aver detonato delle bombe atomiche; ciò nonostante Hitler venne assassinato e alla sua morte viene restaurata la repubblica di Weimar ma mantiene i territori conquistati in Europa.
Jin-Roh presenta parecchi riferimenti ai temi politici giapponesi degli anni sessanta e dell'inizio degli anni settanta. In questo periodo vi furono proteste studentesche condotte dalla sinistra principalmente, ma non esclusivamente, centrate sul Trattato di mutua cooperazione e sicurezza tra gli Stati Uniti e il Giappone. A questo movimento, che prese il nome di ANPO Hantai, parteciparono, oltre a Mamoru Oshii, anche altri due esponenti di rilievo dell'animazione giapponese, Hayao Miyazaki e Isao Takahata.
L'influenza sul Giappone della Germania nazista, avvenuta nell'universo parallelo descritto nel film, fa riferimento ai timori delle fazioni politiche di sinistra che i fascisti fossero tornati effettivamente al potere in Giappone: un famoso episodio che influenzò molto questa percezione fu l'assassinio del capo del Partito Socialista Giapponese, Inejirō Asanuma, durante un intervento alla Dieta nazionale del Giappone in diretta televisiva (1960); ulteriori controversie furono suscitate da Nobusuke Kishi, capo del Partito Liberal Democratico (LPD) e condannato per crimini di guerra. Il senso diffuso di turbolenza di quegli anni è rappresentato durante l'intero film.
Le forze di polizia presenti nel film sono ispirate, anche se in maniera esagerata in alcuni loro aspetti, alle forze speciali che vennero organizzate in conformità con l'articolo 9 della Costituzione del Giappone, che proibiva la formazione di forze armate, e in risposta alla pressione degli Stati Uniti d'America per combattere il Comunismo: entro gli anni sessanta il Giappone aveva infatti formato delle forze militari vere e proprie, ma che erano chiamate forze di polizia per rispettare formalmente la costituzione.
I dimostranti sono invece un riferimento alle forze politiche contrarie al trattato di cooperazione e sicurezza, che richiedevano però non solo la sua denuncia, ma che dimostravano anche in favore di migliori condizioni di lavoro e per ottenere cambiamenti nella politica sociale ed economica. Alla fine queste forze politiche si sfaldarono, come conseguenza di contrasti intestini e a causa di una serie di compromessi tra la burocrazia governativa, i sindacati, i keiretsu e l'LDP.
Jin-Roh presenta questa situazione politica come una allegoria della situazione contemporanea del Giappone, che dopo la Seconda guerra mondiale è stato governato quasi ininterrottamente dall'LDP. Questa mancanza di opposizione al potere è raffigurata dall'incapacità di Fuse di separarsi dal "branco" al quale appartiene, formando dunque una critica al Giappone come ad una società conformista che rigetta il cambiamento anche quando il momento è favorevole.

## Distribuzione
Jin-Roh è stato proiettato all'inizio del 1999 all'interno del circuito festivaliero, tra gli altri nella sezione Panorama del 49º Festival del cinema di Berlino e alla 19ª edizione del Fantasporto in febbraio.
L'anteprima giapponese del film venne tenuta il 19 giugno al 20th Century Films theater di Roppongi.
L'edizione internazionale del film è intitolata Jin-Roh: The Wolf Brigade ("Jin-Roh: la brigata dei lupi"). In Italia è stato pubblicato direttamente in DVD per il mercato home video da Yamato Video nel 2004.

## Riconoscimenti
- 1999 - Fantasporto Film Festival
  - Premio speciale della giuria

## Remake
Nel 2018 è stato realizzato un remake live-action sudcoreano intitolato Illang - Uomini e lupi, diretto dal regista Kim Ji-woon. Il film trasferisce l'ambientazione dal Giappone alla Corea del Sud.